# Verlagsgesetz
Ein Verlagsgesetz regelt die Rechtsverhältnisse zwischen einem Autor und seinem Verleger.

## Deutschland
Das deutsche Gesetz über das Verlagsrecht vom 19. Juni 1901 (RGBl. S. 217) wurde zuletzt 2002 geändert.
Im Mittelpunkt des Gesetzes steht der Verlagsvertrag zwischen dem Autor und dem Verleger.
§ 1 bestimmt:
Durch den Verlagsvertrag über ein Werk der Literatur oder der Tonkunst wird der Verfasser verpflichtet, dem Verleger das Werk zur Vervielfältigung und Verbreitung für eigene Rechnung zu überlassen. Der Verleger ist verpflichtet, das Werk zu vervielfältigen und zu verbreiten.
Rechtsverhältnisse zwischen dem Urheber und dem Verleger werden auch im Urheberrechtsgesetz geregelt.